# Gliese 676
Gliese 676 es un sistema binario de enanas rojas de magnitud 10 que tiene una separación mínima estimada de 800 UA con un período orbital de más de 20 000 años. Se encuentra aproximadamente a 54 años luz lejos en el constelación de Ara. En 2009, un gigante gaseoso se encontró en órbita alrededor de la estrella principal, además de su confirmación en 2011 también hubo una fuerte indicación de un compañero; el segundo gigante de gas se descubrió en 2012, junto con dos planetas mucho más pequeños.

## Sistema planetario
El primer planeta descubierto, b, es un super-joviano primero caracterizado en octubre de 2009. El planeta fue anunciado formalmente en 2011, junto con el primer reconocimiento de una tendencia, no atribuible a la estrella compañera. Incluso después de la instalación de un planeta y una tendencia, se observó que las velocidades residuales seguían alrededor de 3,4 m / s, un número significativamente mayor de los errores instrumentales de alrededor de 1,7 m/s. Esto implicaba provisionalmente la existencia de otros cuerpos en órbita, aunque nada más se puede decir en ese momento.
La estrella era un caso de prueba para el software HARPS-TERRA para una mejor reducción de los datos del espectrómetro HARPS a principios de 2012. Incluso con márgenes significativamente más bajos de error en los datos, menos los datos era accesible de lo que se utilizó en 2011. Aun así, el equipo llegó a una conclusión muy similar al anterior equipo con un modelo de un planeta y una tendencia. Las velocidades residuales estaban siendo algo excesivo, dando más peso a la existencia de otros cuerpos en el sistema, aunque todavía no se pudieron establecer conclusiones.
Entre el momento de los análisis anteriores y junio de 2012, el resto de las mediciones de velocidad radial utilizados en 2011 se hiciera pública, lo que les permite ser reducidos usando HARPS-TERRA. Estos fueron analizados a través de un análisis bayesiano, que se utilizó anteriormente para descubrir HD 10180 i y j, que confirmó planeta b e hizo una primera caracterización del planeta c, que fue anteriormente solo se describe como una tendencia. Después se introdujeron las primeras dos señales, la siguiente señal más potente fue de alrededor de 35,5 días, con una analítica probabilidad de falsa alarma de 0.156. A través de 10 4 juicios, la probabilidad de falsa alarma resultó ser 0,44 %, lo suficientemente bajo como para que pueda ser incluido como una señal periódica, planetario. Con una masa mínima de alrededor de 11 tierras, el planeta se encuentra en la frontera entre supertierra y cuerpos gaseosos, similares a neptunos de masas de 10 tierras.
Después de aceptar la tercera señal, un fuerte pico en 3,6 días se hizo evidente. Con una probabilidad de falsa alarma mucho más baja que la del cuerpo previamente aceptada, se aceptó inmediatamente. Con una masa mínima de alrededor de 4,5 tierras, es un pequeño supertierra.
Este sistema tiene el récord actual de la gama más amplia de las masas en un solo sistema planetario, y también muestra una jerarquía reminiscencia del sistema solar, con los gigante gaseoso s en grandes distancias de la estrella, mientras que los cuerpos más pequeños están mucho más cerca.